# Aufsteigender
Aufsteigender ist der Name einer Plastik des deutschen Bildhauers Fritz Cremer.

## Details
Cremer schuf die 2,96 Meter große, aus Bronze bestehende Statue in den Jahren 1966/1967. International bekannt wurde die einen im Klettern begriffenen Mann zeigende Plastik, da sie seitens der DDR im Jahr 1975 den Vereinten Nationen geschenkt wurde und im Park des UNO-Hauptquartier in New York City aufgestellt wurde. Zweitgüsse befinden sich im Skulpturenpark Magdeburg (Koordinate), vor der Kunsthalle Rostock und im vogtländischen Plauen (am Bärenstein in der Nähe des Oberen Bahnhofs). Die Plastiken wurden in der Gießerei Seiler in Schöneiche bei Berlin gegossen.
Mit seinem Werk drückte der Kommunist Cremer den Kampf und das Leiden der Menschen in ihrem Streben nach Befreiung von den Fesseln ihrer Vergangenheit aus. Leid, Kampf und Sieg gehören nach der Ansicht des Künstlers zusammen. Sein Werk soll den Aufstieg des Menschen symbolisieren, der sich seiner historischen Rolle bewusst werde und seine Stärke entfalte.
Wolf Biermann hat in seinem Konzert in Köln 1976 ein Gedicht über diese Plastik gelesen.

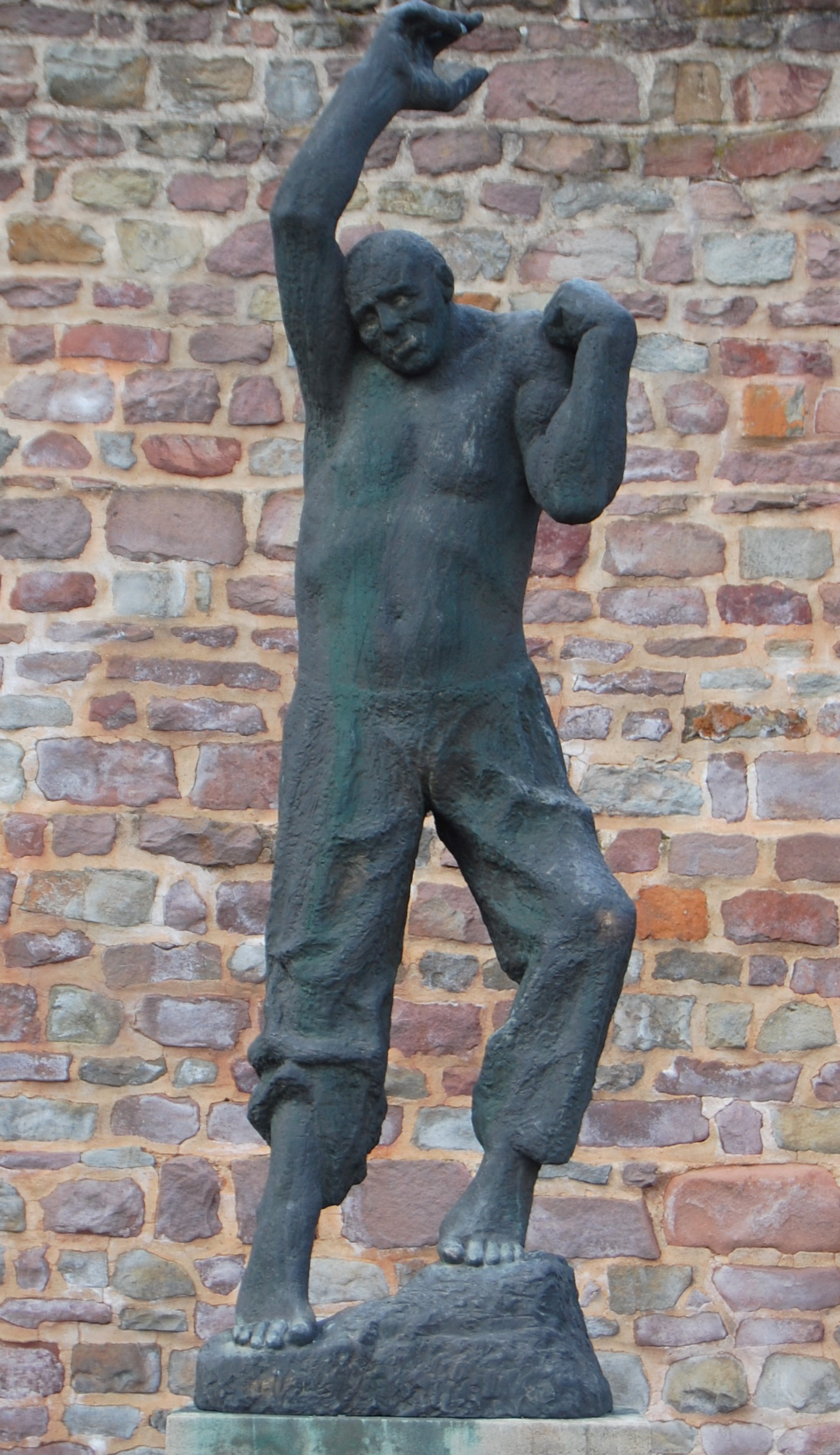
Aufsteigender im Skulpturenpark Magdeburg
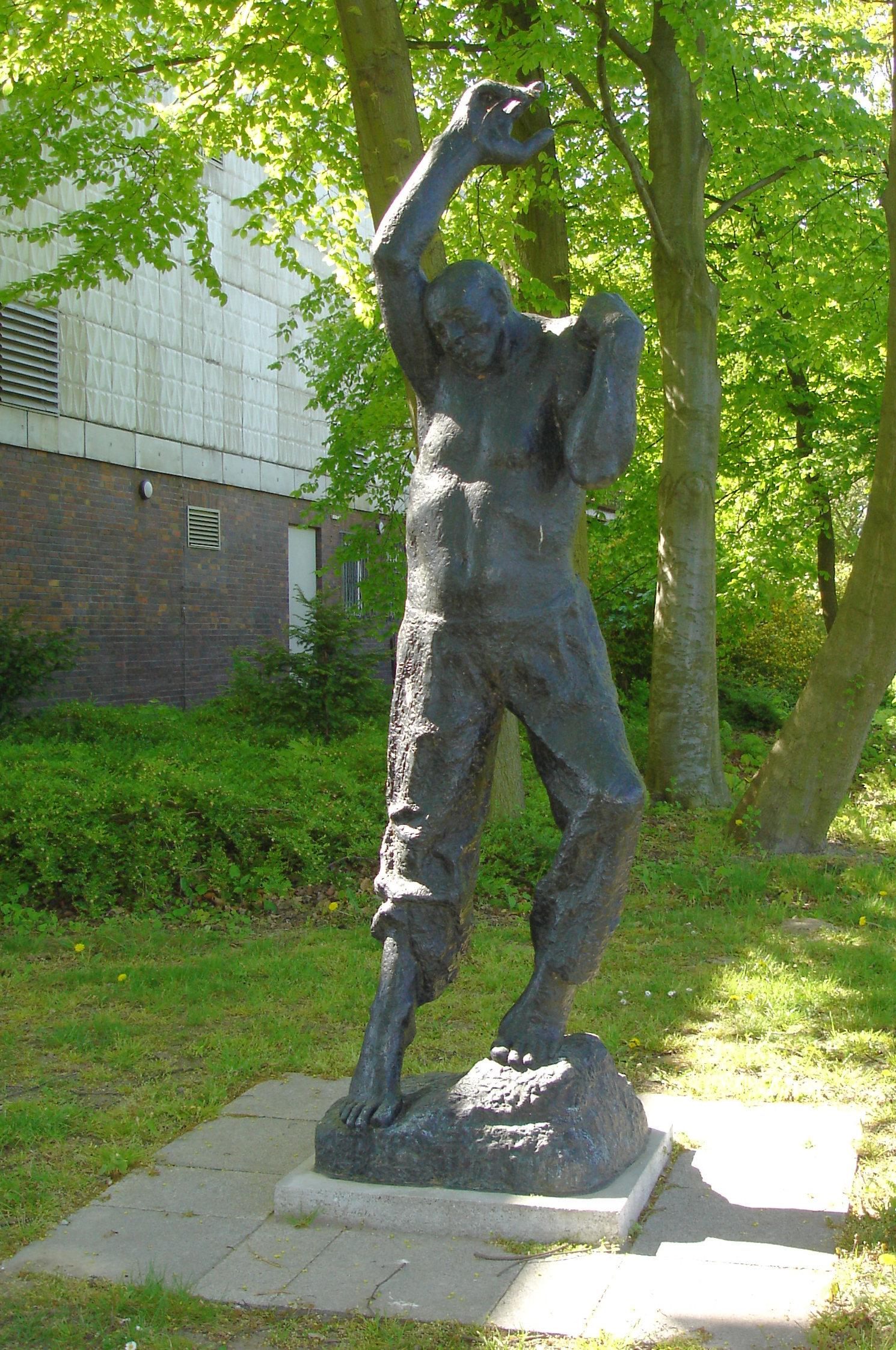
Aufsteigender vor der Kunsthalle Rostock
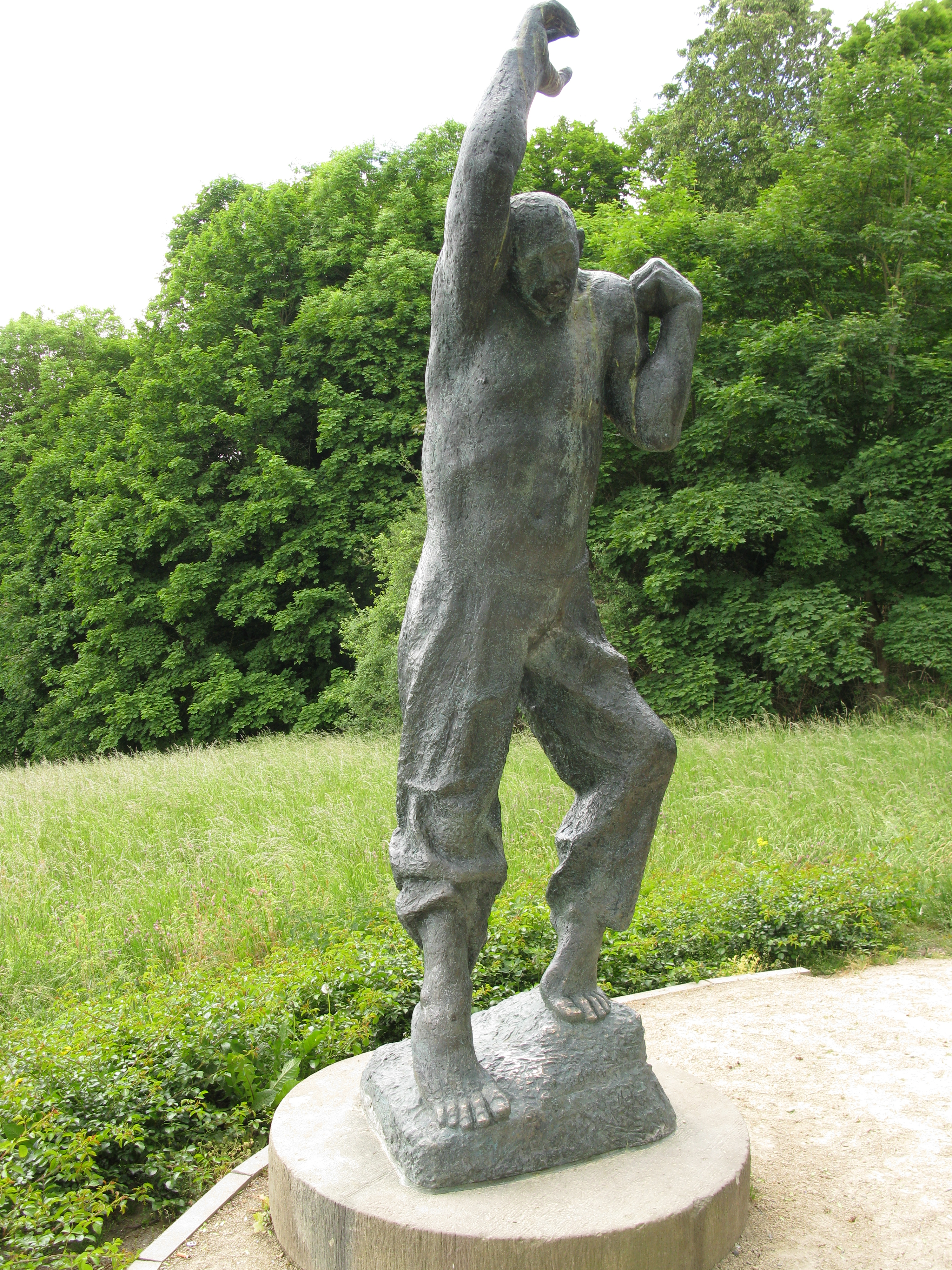
Aufsteigender auf dem Bärenstein in Plauen